# Сиенская война
Сиенская война — борьба Сиенской республики за независимость при поддержке Франции против имперско-флорентийских сил в ходе Восьмой Итальянской войны.

## Политическая обстановка
После разгрома имперцами папского Рима и подчинения Флоренции территория Сиенской республики со всех сторон оказалась окружённой землями вассалов Карла V. Независимость Сиены вызывала недовольство императора, поскольку она стала прибежищем для изгнанников, для «всех, кому удалось спастись от папской виселицы или испанской плахи». Уже в 1530 году в город был введён испанский гарнизон, а в 1550 году губернатор Диего де Мендоса начал строительство цитадели, которая должна была держать сиенцев в повиновении.
Жители безуспешно направляли протесты императору, но посольство, вернувшееся в феврале 1551, сообщило, что Карл отказался их выслушать. Отчаявшись добиться справедливости, сиенцы решили изгнать оккупантов при иностранной поддержке. Лидер сиенских изгнанников Джованни Мария Бенедетти, по прозвищу Джиромондо, участник экспедиции Кортеса и основания Веракруса, поступил на службу к французскому послу в Риме кардиналу де Турнону, и вместе с сиенским послом Лелио Толомеи сообщил ему, что республика желает встать под покровительство Франции, чтобы свергнуть испанское иго.
В подготовке восстания участвовали французский командующий в Парме Поль де Терм, посол в Венеции Оде де Сельв, кардиналы Фарнезе и Феррарский.
Момент был благоприятным, поскольку противники Габсбургов повсюду брались за оружие. Османо-габсбургская война на Средиземном море возобновилась ещё в 1551 году; в феврале 1552 восстали германские князья, изгнавшие Карла V с имперской территории; в том же месяце Генрих II объявил ему войну и вторгся в Лотарингию; в конце апреля османская армия выступила в поход в Венгрию.

## Освобождение Сиены
Де Турнон обещал сиенцам поддержку Франции, и отряды изгнанников под общим командованием юного Энеа Пикколомини начали тайно собираться в различных местах контадо. К 26 июля они сконцентрировались перед Сиеной в районе Порта-Нуова. Лейтенант Мендосы дон Франсеско безуспешно пытался предотвратить вооружённое выступление, но в ночь 28-го 800 молодых сиенцев прогнали испанских солдат и вступили в город. Жители терцо Сан-Мартино поддержали выступление, выкрикивая: «Francia! Francia! Libertà! Libertà!» Вскоре восстание охватило весь город, и части испанцев отступили к Большой площади, сопровождаемые градом камней, которые женщины кидали в них из окон.
Несмотря на подкрепление из 400 человек, направленное Козимо I Медичи, испанцы не смогли подавить возмущение. Отступив с Большой площади, две терции расположились в Кампании, но известие о приближении к городу тысячи аркебузир графа Питильяно и слухи о движении французов заставили их укрыться в цитадели. Вскоре в Сиену вступили французские части кардинала Фарнезе, и общая численность войск противников императора достигла 10 тыс. человек.
Мендоса, находившийся в Перудже, полагал, что на подавление мятежа хватит нескольких часов, но силы восставших оказались весьма значительными, а герцог Флоренции не захотел начинать войну, согласился эвакуировать своих солдат и признать независимость Сиены, если та продолжит считать императора своим покровителем и другом. Испанцам пришлось присоединиться к соглашению, и 5 августа цитадель была эвакуирована.
Молодые сиенцы поднялись на стены, чтобы проводить испанцев, и Оттавио Соццини обратился с испанскому лейтенанту дону Франсезе, замыкавшему колонну:

Синьор дон Франсезе, теперь ты мой враг, но объявляю тебе, что ты поистине достойный рыцарь и что, кроме того, в чём был бы вред для республики, я, Оттавио Соццини, останусь навсегда во всем твоим другом и слугой! Дон Франсезе обернулся к нему и смотрел на него долго со слезами на глазах. Затем, обратившись ко всем сиенским гражданам, он сказал: «Храбрые жители Сиены, вы ещё раз совершили славный подвиг, но берегитесь же, ибо вы оскорбили очень могущественного человека».— Муратов П. П. Образы Италии, с. 204
Уже 30 июля французский посол в Риме сеньор де Лансак прибыл в Сиену и вступил в цитадель, куда вызвал избранного сиенцами Капитана народа, и торжественно передал ему это место. Жители в три дня полностью снесли крепость, и разбили на её месте сады Лицца. Поскольку сиенцы нуждались в средствах, Лансак снабдил их деньгами на первое время.
На крепостных стенах были вывешены картины Содомы с изображениями святых сограждан — Аузана, Екатерины и Бернардина, а над воротами Писпини — изображение Девы Марии с надписью «Победа и Свобода».

## Организация управления
Генерал де Терм 3 августа выехал из Феррары с герцогом ди Соммой, и 11-го прибыл в Сиену, где принял командование войсками и вызвал подкрепления. 16 августа народное собрание 344 голосами против 66 постановило отправить во Францию послами Энеа Пикколомини, епископа Клаудио Толомеи, Джулио Вьери и Никколо Боргезе. 25 ноября посольство прибыло в Париж, и 18 декабря было принято королём в Компьене. Генрих II ответил на речь послов на тосканском наречии, и 23-го издал грамоту к сиенскому правительству и народу, в которой соглашался стать «покровителем, защитником и благодетелем» республики.
Папа Юлий III, сиенец по матери, попытался установить свою власть в Сиене, назначив 10 августа легатом a latere Фабио Миньянелли, кардинала-прелата Сан-Сильвестра. 20-го Миньятелли торжественно вступил в Сиену, и потребовал передать республику под защиту Святого Престола и вывести французские войска. Де Терм был не против формального подчинения Риму, но вывести войска категорически отказался. Фарнезе папские требования привели в ярость, и 5 сентября на встрече с Миньянелли он прямо высказал своё негодование. 14 октября, ничего не добившись, легат покинул Сиену.
В начале октября кардинал Феррарский получил от короля грамоты, утверждавшие его в должности генерального наместника Сиены, с содержанием в 12 тыс. экю золотом и охраной в 1500 пехотинцев. По пути из Феррары он был торжественно принят Козимо Медичи во Флоренции, и 1 ноября, в сопровождении эскорта из швейцарцев, вступил в Сиену, где Поль де Терм передал ему верховную власть.

## Начало войны
После заключения Пассауского договора с германскими князьями император смог приступить к борьбе с внешними врагами. В Неаполе начали собираться войска, и в январе 1553 значительная имперская армия под командованием вице-короля Педро де Толедо достигла Валь-ди-Кьяны. Командующий вскоре умер во Флоренции, его сын и преемник дон Гарсия продолжил операции, разграбив местность к югу от Сиены и осадив Монтальчино, где оборонялся Джордано Орсини.
Появление крупного турецкого флота, прошедшего Мессинский пролив и направившегося к Неаполю, заставило имперцев снять осаду и поспешить на юг.
Сиена получила временную передышку, но назначение французским представителем в республике Пьеро Строцци, смертельного врага Козимо Медичи, пользовавшегося поддержкой королевы Екатерины и коннетабля Монморанси, заставило герцога поспешить с приготовлениями к войне, для которой он получил от императора 4 тыс. испанцев и немцев. Герцог договорился с Карлом V о том, что будет вести войну самостоятельно, а император лишь предоставит наёмников, число которых к августу 1554 составило 24 тыс. человек.
7 января 1554 Строцци прибыл в Сиену, а 26-го флорентийский командующий, знаменитый кондотьер Джан Джакомо Медичи, маркиз ди Мариньяно, без объявления войны вторгся на территорию республики, быстро дойдя до самых городских ворот. Сиенцы немедленно собрали ополчение, и захватить город внезапным набегом не удалось.
Мариньяно решил блокировать город. Опустошив окрестности, он последовательно овладел всеми укреплениями сиенского контадо, вырезав всех жителей, пытавшихся оказать сопротивление. Чтобы помешать снабжению Сиены, он прибег к террору, вешая на окрестных деревьях всех контадини, пытавшихся доставить в город припасы.
Обложение города ещё не было полным, и в марте сиенцам удалось добиться некоторого успеха. Аурелио Фрегозо заманил в засаду у Кьюзи отряд флорентийского генерала и племянника Юлия III Асканио делла Корниа и капитана Родольфо Бальони из 2 тыс. пехоты и 400 копий. В бою 24 марта, известном как «кьюзийская кровавая пасха», сиенцы перебили 400 солдат, и взяли в плен папского племянника с тысячей человек. Бальони был убит. Тем не менее, в апреле Мариньяно захватил Белькаро и Монастеро, перекрыв путь на Маремму.
Строцци просил у Генриха прислать ему лейтенанта, и король направил в Сиену ветерана Итальянских войн Блеза де Монлюка.

## План Строцци
Генрих II обещал Строции 3 тыс. пехотинцев из Граубюндена и более крупный отряд гасконской и немецкой пехоты из Пьемонта. Флорентийские изгнанники выставили 2200 человек, но командующего беспокоило отсутствие достаточного количества кавалерии. Благодаря кардиналу Феррарскому появилась надежда получить 1500 всадников из Пармы и Мирандолы.
Строцци собрал военный совет, на который пригласил своего брата, приора Капуи, назначенного французским адмиралом на Средиземном море, Корнелио Бентивольо, командующего пехотой, и кардинала Феррарского. Мирандола была назначена местом сбора граубюнденцев, ломбардцев и обещанной кавалерии; оттуда части должны были следовать через Парму и Апеннины к Лукке. Немцы и гасконцы из Пьемонта должны были погрузиться в Марселе на алжирские корабли, и высадиться в лукканском порту Вьяреджо. Сам Строцци намеревался во главе французов и итальянцев проскользнуть через вражеские порядки, соединиться с войсками в Лукке, а оттуда через Пистою и Прато идти на Флоренцию. Рассчитывали на то, что пистойцы, недовольные правлением Козимо, откроют его противникам ворота.
Одновременно флорентийские изгнанники во главе с Биндо Альтовити с римской территории должны были атаковать Флорентийское герцогство с юга через Валь-ди-Кьяну. Кораблям приора Капуи предстояло опустошить флорентийские берега в районе Ливорно, затем, соединившись с алжирцами, овладеть Пьомбино и дальше идти на Пизу. Совещание одобрило план действий, кардинал отправился в Феррару, приор — к кораблям.
Мариньяно ожидал, что войска противника из Мирандолы пойдут к Сиене через Романью и Перуджу, и просил губернатора Ломбардии, герцога и римского папу принять меры, чтобы им помешать.

## Тосканская кампания
11 июня Строцци выступил из Сиены, и 13-го переправился через Арно. Мариньяно, ожидавший его движения через Валь-ди-Кьяну, поздно бросился в погоню и не сумел помешать соединению вражеских сил под Луккой, а затем был вынужден ретироваться, обнаружив численное превосходство противника. Наступил критический момент кампании: у Козимо не хватало денег, наёмники были недовольны, а во Флоренции царил голод. Все зависело от действий алжирского флота. Если бы пираты вовремя высадили подкрепления, у Строцци появлялся шанс, используя подавляющее численное превосходство, стремительным маршем двинуться на Флоренцию и попытаться овладеть ею, но командир пиратов не желал поступать в подчинение иностранцев и с прибытием не торопился.
В ожидании алжирцев Строцци потерял время, тогда как войска Мариньяно усиливались за счёт подкреплений. Узнав, что Хуан де Луна ведёт из Ломбардии крупный отряд, маршал повернул назад и, форсировав Арно, прибыл в Казоле. Там он получил известия, что его брат был смертельно ранен при штурме маленького тосканского порта Скарлино, а курьеры, которые должны были привезти крупную сумму денег, схвачены противником. Три дня командующий не хотел никого видеть, после чего заявил: «Пусть все идёт своим чередом, а что до меня, то я потерял надежду и все, что мне было дорого на этом свете».
Он двинулся в Маремму, куда через некоторое время подошли алжирские корабли. Итало-французская армия, поредевшая от дезертирства, была усилена 6 тыс. свежих и хорошо экипированных солдат. Выступив к Буонконвенто, маршал соединился с 3-тыс. отрядом Биндо Альтовити, после чего повернул к Сиене. В целом, под командованием Строцци было 12 отрядов итальянской пехоты (5—6 тыс. чел.), по три тысячи французов, немцев и граубюнденцев, и 1200 итальянских кавалеристов. К тому времени Мариньяно уже начал осаду города, расположив основной лагерь перед Римскими воротами. Приближение противника застало его врасплох, но Строцци отверг предложение большинства капитанов немедленно атаковать противника, пока тот не восстановил порядок.

## Битва при Сканагалло
Видя, что маршал не торопится давать сражение, Синьория просила его увести войска от города. 17 июля армия направилась в Валь-ди-Кьяну, через пять дней Мариньяно снял лагерь и выступил следом. Армии расположились близ Марчано, на небольшом расстоянии друг от друга (около 150 шагов). У Строцци было мало артиллерии, а свойства местности сводили на нет превосходство в кавалерии. Мариньяно расположил свою артиллерию на господствующих высотах. Перестрелки, происходившие в последние дни июля, почти всегда заканчивались неудачей для франко-сиенцев.
Франко-сиенцы страдали от жажды. Решив занять более выгодную позицию, маршал приказал отступить на пять километров к Лучиньяно, но, руководствуясь неуместными представлениями о рыцарской чести, произвёл этот манёвр не скрытно, под покровом ночи, а среди бела дня на виду у противника. Блез де Монлюк, командовавший с июля в Сиене, узнав об этом гибельном решении, безуспешно умолял его отменить приказ, так же как Бентивольо и другие командиры. 2 августа армия свернула лагерь и начала отступление. В авангарде шли 12 итальянских частей, в центре французы и ландскнехты, в арьергарде 3 тыс. граубюнденцев и 500 сиенцев под командованием сеньора де Фуркево. Мариньяно двигался следом, тревожа правый фланг. Остановившись на небольшой возвышенности Колле делла Донне у ручья Сканагалло, Строцци начал выстраивать части в боевой порядок. Командовавший кавалерией Корнелио Бентивольо предложил пожертвовать своими частями, чтобы прикрыть отступление пехоты, но маршал ответил: «Пусть тот, кто боится, бежит, а я намереваюсь сражаться».
Битва началась кавалерийской атакой имперцев. Знаменосец союзной итальянской конницы обратился в бегство, едва вступив в боевой контакт с противником, и увлёк за собой остальных. Эта измена решила исход сражения, хотя Строции, собрав вокруг себя пехоту, пытался переломить ситуацию, предприняв отчаянную атаку. Флорентийские изгнанники под зелёным знаменем с девизом из Данте «Я ищу свободу, ибо она дорога мне», сражались крайне упорно, а граубюнденцы и сиенская пехота два часа сдерживали натиск испанцев, итальянских наёмников и 200 тяжеловооружённых всадников Маркантонио Колонны и Федериго Гонзаги, пока не были опрокинуты в жестоком рукопашном бою. Следом атаковали 3 испанских терсио Хуана де Луны, и части графа ди Сантафьоре (2 полка немцев и 4500 итальянцев).
Разгром был полным. Пять тысяч трупов французов, немцев и сиенцев остались лежать на берегах Кьяны и на пути в Лучиньяно, тысячи других были ранены или взяты в плен. Победителям достались все знамёна. Тяжело раненый Строцци укрылся в Монтальчино, а остатки разбитой армии вернулись в Сиену.

## Осада Сиены
Осада Сиены возобновилась. Состоятельные горожане были готовы к переговорам с противником, но основная масса народа решила сопротивляться до последней возможности. Члены Синьории постановили, что скорее истребят своих детей, чем сдадут город Козимо.
Ужасы осады и отчаянное мужество защитников подробно описаны в дневнике Алессандро Соццини и записках маршала Монлюка.
Чтобы дольше продержаться, было решено избавиться от лишних ртов. Эта задача была возложена на комитет из четырёх граждан, занявшийся изгнанием их Сиены крестьянских семейств, пытавшихся укрыться в городе от войны. Одним осенним вечером из города выставили 250 детей возрастом менее десяти лет, живших при Госпитале Санта Мария делла Скала, в сопровождении женщин и небольшой охраны. В миле от города процессия попала в испанскую засаду, и солдаты вырезали часть детей и женщин. Выжившие вернулись под стены города, где медленно умирали несколько дней.
По словам Соццини, «это зрелище довело бы до слёз даже Нерона. Я заплатил бы 25 скуди, чтобы не видеть этого. В течение трёх дней я не мог ни есть, ни пить».
Все жители, без различия сословий, работали на строительстве укреплений, или сносили дома, мешавшие действиям артиллерии.

Все эти бедные горожане, не показывая ни неудовольствия, ни сожаления о разрушении своих домов, первыми взялись за работу. Всякий помогал, чем мог. Никогда их не было на месте работы меньше четырёх тысяч, и среди них мне показывали множество благородных сиенских дам, носивших землю в корзинах на головах. О, сиенские дамы, до тех пор, пока будет жива книга Монлюка, я должен увековечить вас, ибо поистине вы достойны бессмертной хвалы, едва ли когда-нибудь заслуженной женщинами! Как только этот народ положил прекрасное решение отстаивать свою свободу, все городские дамы разделились на три отряда. Первым командовала синьора Фортегуэрра, одетая в лиловое, так же как те, которые были с ней, и платья у них были короткие, как у нимф. Второй была синьора Пиколомини, одетая в алый атлас, и весь отряд её тоже; третьей была синьора Ливия Фауста в белом, и шедшие за ней несли белое знамя. На знаменах у них были славные девизы; я много бы дал, чтобы их вспомнить. Эти три отряда состояли из трех тысяч дам, благородных или городского сословия, вооруженных пиками, крюками и фашинами. И в таком виде они вышли на смотр и пошли на закладку укреплений. Месье де Терм, который был в начале осады и видел их, рассказывал мне это, говоря, что никогда ему не приходилось видеть ничего столь же прекрасного. Знамёна их я видел сам потом. Они сложили песню в честь Франции, которую пели, когда шли на укрепления. Я отдал бы свою лучшую лошадь за то, чтобы знать эту песню и привести её здесь.— Блез де Монлюк. Записки. Цит. по: Муратов П. П. Образы Италии, с. 205
Мариньяно, получивший санкцию императора и герцога, решил смирить Сиену голодной блокадой, вешая всех, кто пытался доставить в город продовольствие, и приказав предавать смерти любого, кто попытается покинуть Сиену. Соответствующая прокламация была издана 4 октября. По словам хрониста, окрестные деревья были покрыты повешенными, как листьями. Деревья в лесу на берегах Трессы сгибались под тяжестью множества трупов, и современники прозвали это место «фруктовым садом императора».
Город переживал обычные бедствия долгой осады, когда в пищу пошли кошки, мыши, крысы и трава, росшая на крепостных валах. Все больше лишних ртов изгонялось из города на верную смерть, поскольку осаждающие не пропускали этих людей через свои посты.
Союзники ничем не могли помочь Сиене, и в феврале Синьория с согласия Генриха II вступила в переговоры с Козимо, пытаясь выговорить сохранение автономии. Герцог был непреклонен и требовал полного подчинения.
Бедствия осаждённых вызывали жалость даже у противника. Однажды, когда из города была изгнана очередная партия bocche disutili, состоявшая из 400 женщин и детей, испанские солдаты нарушили приказ, и проводили их до монастыря Обсерванции, дав немного хлеба.
Мариньяно не был чудовищем, и дважды проявил галантность. Один раз он направил в город мула со склянками греческого вина — подарком Монлюку от кардинала Арманьяка. Благородный солдат отдал половину сиенским женщинам, остальное разделил со своими людьми, направив несколько склянок Строцци. Во время карнавала флорентийский генерал прислал Монлюку косулю, четырёх зайцев, четыре пары домашней птицы и другие закуски, чтобы тот мог устроить пирушку.
Голод и эпидемия опустошали город. Продовольственный паёк для солдат и гражданских к концу осады не превышал восьми унций хлеба в день (около 250 грамм). Последние надежды жителей были связаны с Пресвятой Девой, считавшейся покровительницей Сиены, но торжественные процессии, богослужения и коллективные молебны не избавили город от осады. Жалость испанцев также не продлилась долго: новая партия лишних ртов, вышедшая из города в конце марта, была возвращена под его стены с отрезанными носами и ушами и сообщением, что следующую группу непременно повесят.

## Капитуляция. Исход патриотов
В конце концов мужество покинуло даже самых храбрых, и народ был согласен на капитуляцию. Строцци пытался поддержать дух осаждённых ложными известиями о том, что французская армия уже в пути, или даже высадилась в Италии, но ему никто не верил. 17 апреля условия были согласованы с представителями императора. Сиена отдавалась под покровительство Карла V, который обещал восстановить её независимость. Назначалось новое правительство, в город вводился гарнизон, но победители обязались не восстанавливать цитадель и не возводить новую без согласия республики. За жителями сохранялись гражданские и имущественные права. Французский гарнизон покидал город с воинскими почестями.
21 апреля французы покинули Сиену. С ними уходило большое число знатнейших граждан, представителей семей Бандини, Спаннокки, Пикколомини и Толомеи, не захотевших служить завоевателям и заявивших, что Ubi cives, ibi patria. Перенеся столицу в Монтальчино, они ещё несколько лет поддерживали традицию сиенской государственности. Путь туда был тяжёлым, поскольку люди очень ослабли от голода, не все выдержали переход, и конвой прибыл на место, оставив по дороге много трупов.
Мариньяно встретил Монлюка в трёхстах шагах за Римскими воротами, и обменялся с ним любезностями, после чего вступил в покорённый город. За год блокады Сиена сильно обезлюдела: из 40 тысяч населения осталось не больше восьми.

## Конец Сиенской республики
Генрих II тяжело переживал потерю столь важного стратегического пункта, и в 1556 году направил Франсуа де Гиза отвоёвывать позиции в Средней Италии. Экспедиция закончилась полным провалом, после чего в руках французов в регионе остались только Монтальчино, Гроссето, Кьюзи, Радикофани и несколько мелких крепостей.
Очередное вмешательство французов позволило Козимо добиться отмены договора с сиенцами. Филипп II, занятый войной во Фландрии, несмотря на сильное недовольство, был вынужден согласиться на требования союзника, передав ему территорию Сиенской республики в уплату долгов Испании. 15 июля 1557 Козимо стал владетелем города. Чтобы сохранить позиции в Тоскане, Филипп присоединил к Неаполитанскому королевству небольшую часть побережья, известную как Область Президий.
Сиенская республика в Монтальчино продержалась под французским протекторатом до подписания Като-Камбрезийского мира в 1559 году, после чего её жители также были вынуждены подчиниться герцогу, овладевшему, таким образом, почти всей Тосканой (кроме Президий и Лукки). В феврале 1570 его новый статус был закреплён официально буллой Пия V, возводившего Козимо в достоинство великого герцога Тосканы.
Павел Муратов подводил итог существованию независимой Сиены в нескольких фразах:

Сиена всегда была беднее мыслью, чем Флоренция, но богаче чувством. (…) Этот город, с его женственной склонностью к прекрасному и неспособностью к политической мысли, с его верой, что заступничество Марии сильнее, чем войско, купленное флорентийским золотом, казалось, давно должен был погибнуть. Но свобода Сиены пережила свободу Флоренции. Её спасала бесконечная и пламенная любовь этих впечатлительных, легкомысленных и тонких чувствами людей к своему родному городу, — великая любовь, не знавшая ни предательства, ни отступничества, прекращавшая в минуту опасности все раздоры, заставившая Провенцано Сальвани умереть на поле сражения и внушившая целому народу львиную храбрость во время испанской осады. Слова этой любви звучали в проповеди святого Бернардина, обращенной к сорокатысячной толпе на сиенском Кампо. Голос её до сих пор ещё слышен во всем, что было создано художниками Сиены за три столетия её свободного существования.— Муратов П. П. Образы Италии, с. 187